# Alan Brooke

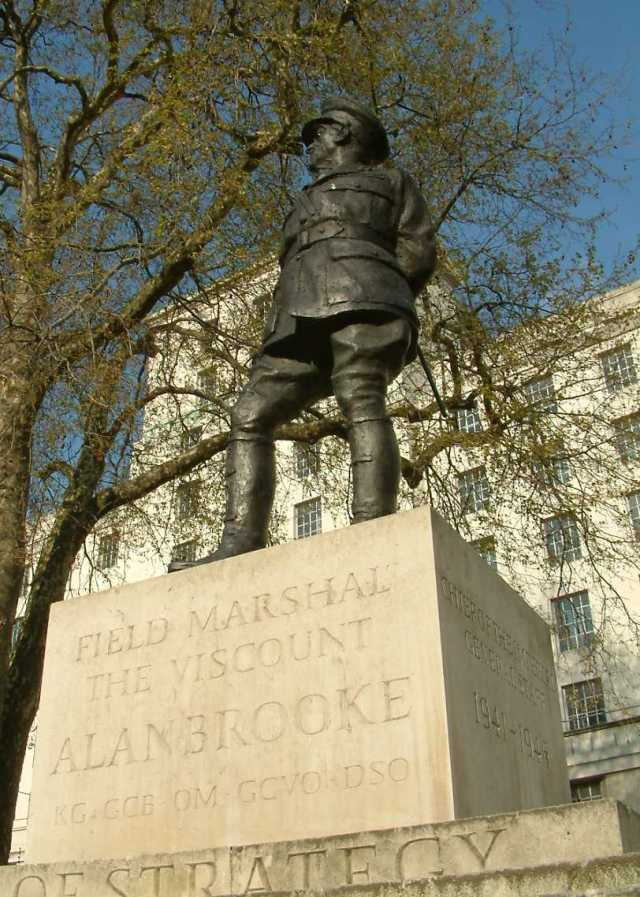
Pomnik marsz. Alana Brooke’a

Alan Francis Brooke (ur. 23 lipca 1883 w Bagnères-de-Bigorre, zm. 17 czerwca 1963 w Hartley Wintney) – brytyjski arystokrata, dowódca wojskowy, marszałek polny British Army, strateg okresu II wojny światowej, szef Imperialnego Sztabu Generalnego (1941–1946), kanclerz Queen’s University Belfast (1949–1963), prezydent Zoological Society of London (1950–1954), wiceprezydent Królewskiego Towarzystwa Ochrony Ptaków, Lord Wielki Konstabl (1953).

## Życiorys
Brał udział w I wojnie światowej. W 1940, jako dowódca II korpusu Brytyjskich Sił Ekspedycyjnych we Francji kierował ewakuacją brytyjskiego korpusu ekspedycyjnego i wojsk francuskich z Dunkierki. Odwołany do Londynu przed ewakuacją wojsk brytyjskich z Francji, wkrótce objął stanowisko dowódcy wojsk lądowych stacjonujących w metropolii. W 1941 objął stanowisko szefa Imperialnego Sztabu Generalnego, a w marcu 1942 został przewodniczącym Komitetu Szefów Sztabów.
Jeden z najbliższych doradców premiera Winstona Churchilla. Był zręcznym politykiem, który doskonale sobie radził z amerykańskimi dowódcami, nie potrafił jednak porozumieć się z generałem George Marshallem, do którego czuł antypatię. W składzie delegacji brytyjskiej brał udział w spotkaniach tzw. wielkiej trójki. W 1946 przeszedł w stan spoczynku.
W 1940 otrzymał tytuł szlachecki, w 1944 stopień marszałka polnego, we wrześniu 1945 tytuł barona Alanbrooke of Brookeborough, a następnie tytuł wicehrabiego (viscount). Podczas koronacji królowej Elżbiety II w 1953 piastował urząd Lorda Wielkiego Konstabla.

## Awanse
- podporucznik (Second Lieutenant) – 24 grudnia 1902
- porucznik (Lieutenant) – 24 grudnia 1905
- kapitan (Captain) – 30 października 1914
- major (Major) – 24 kwietnia 1916
- podpułkownik (Lieutenant-Colonel) – 1 stycznia 1919
- pułkownik (Colonel) – 1 stycznia 1923
- generał brygady (Brigadier) – 4 lutego 1929
- generał major (Major-General) – 1 czerwca 1935
- generał porucznik (Lieutenant-General) – 15 lipca 1938
- generał (General) – 7 maja 1941
- marszałek polny (Field Marshal) – 1 stycznia 1944

## Odznaczenia
- Order Podwiązki (1946, Wielka Brytania)
- Krzyż Wielki Orderu Łaźni (Grand Cross Order of the Bath – GCB, 1942)
- Krzyż Komandorski z Gwiazdą Orderu Łaźni (Commander Order of the Bath – KCB, 14 czerwca 1940)
- Krzyż Komandorski Orderu Łaźni (Companion Order of the Bath – CB, 1937)
- Order Zasługi (1946, Wielka Brytania)
- Krzyż Wielki Orderu Wiktoriańskiego (Knight Grand Cross of the Royal Victorian Order – GCVO, 1953, Wielka Brytania)
- Order za Wybitną Służbę (Distinguished Service Order – dwukrotnie (1916, 1918, Wielka Brytania)
- Gwiazda 1914 (1914 Star, Wielka Brytania)
- Medal Wojenny Brytyjski (British War Medal (Wielka Brytania)
- Medal Zwycięstwa (Allied Victory Medal, Wielka Brytania)
- Wymieniony w sprawozdaniu (Mentioned in Despatches – MID) – ośmiokrotnie (22.06.1915, 1.01.1916, 4.01.1917, 15.05.1917, 11.12.1917, 20.12.1918, 5.07.1919, 20.12.1940, Wielka Brytania)
- Wielka Wstęga Orderu Leopolda (17 października 1946, Belgia)
- Krzyż Wojenny 1914–1918 (Croix de Guerre 1914–1918, 1918, Belgia)
- Krzyż Wojenny 1940–1945 z palmą (Croix de Guerre 1940–1945, 1946 Belgia)
- Order Białego Lwa I klasy (15.08.1946, ČSR)
- Krzyż Wielki Orderu Zbawiciela (17 października 1946, Grecja)
- Kawaler Krzyża Wielkiego Orderu Lwa Niderlandzkiego (14 maja 1948, Holandia)
- Krzyż Wielki Orderu Odrodzenia Polski (8 października 1943, Polska)
- Order Suworowa I klasy (29 lutego 1944, ZSRR)